# Essertines-en-Donzy
Essertines-en-Donzy là một xã trong tỉnh Loire miền trung nước Pháp.